# Holwede (Adelsgeschlecht)

Wappen derer von Holwede

Holwede, auch Holwedel oder Hollwede, ist der Name eines niedersächsisch-westfälischen Adelsgeschlechts. Die Familie, deren Zweige zum Teil bis heute bestehen, stammt ursprünglich aus dem Hochstift Minden.

## Geschichte

### Herkunft
In älterer Literatur wird erwähnt, dass bereits unter König Heinrich I. ein Ritter mit dem Namen Holwede aufgetreten sein soll und 1324 ein Ludwig von Holwede in einer Urkunde der Stadt Stendal erscheint.
Das Genealogische Handbuch des Adels beginnt die gesicherte Stammreihe der Familie mit Johann von Hohlewede (Hollwehde), der zwischen 1590 und 1619 in Urkunden genannt wird. Er war bischöflich mindenscher Amtmann zu Rahden. Dessen Nachkommen werden ohne Diplom zum Adel gerechnet. Das Geschlecht leitet seinen Namen von der Ortschaft Hollwede bei Levern ab.

### Ausbreitung und Besitzungen
Hilbert von Holwede war 1648 Statthalter im Herzogtum Kleve. Heinrich Christian von Holwede (* 1681) aus dem Haus Grasleben starb 1739 als preußischer Oberküchenmeister und Hofmarschall. Sein Sohn Christian Friedrich Christian Karl von Holwede war preußischer Generalmajor und Regimentschef. Er starb nach 50-jähriger Dienstzeit am 1. Februar 1797 zu Bromberg. Von dessen Brüdern wurde Victor Erbherr auf Danzke und Ferdinand Gottlieb preußischer Generalmajor im Dragoner-Regiment Nr. 9. Seine einzige Tochter Luise (1729–1783) war in erster Ehe mit dem Grafen Wilhelm von Mellin (* 23. April 1719; † 1. Oktober 1760) und nach dessen Tode mit dem preußischen Oberstleutnant und Flügeladjutanten und nachmaligen Generalleutnant Friedrich Wilhelm von Götzen (1734–1794) verheiratet. Sie ist die Mutter und Großmutter der späteren Grafen von Götzen.
Friedrich von Holwede diente im Dragonerregiment „von Brückner“, später „Graf Herzberg“. Er trat als Major in den Ruhestand und ließ sich auf seinem Gut Kalkhof bei Riesenburg nieder. König Friedrich Wilhelm II. von Preußen legitimierte im April 1791 den natürlichen Sohn des Hauptmanns Ludwig von Holwede im Regiment „von Kalckstein“. Er starb 1827 als preußischer Oberstleutnant a. D.
Mitte des 17. Jahrhunderts waren Angehörige der Familie in Westfalen zu Petershagen und Hiddensen begütert. Ein Zweig gelangte schon früh in die Mark Brandenburg und war in der zweiten Hälfte des 18. Jahrhunderts unter anderem zu Lancke, Glambeck und Falkenberg besitzlich. Im Kurfürstentum Braunschweig-Lüneburg war das Geschlecht 1689 mit Grasleben (bis 1739) und im Bistum Hildesheim 1727 mit Lochtum begütert. Im Erzstift Magdeburg war Dreileben bei Wolmirstedt im Besitz bzw. Teilbesitz der Familie und 1828 Kalkhof bei Riesenburg in Ostpreußen sowie Niederherzogswaldau unweit Lüben in Schlesien.

## Wappen
Das Wappen zeigt in Silber auf einem grünen Schildfuß (Hohlweg) stehend einen abgehauenen Weidenstamm, beiderseits mit je einem gestümmelten Ast. Auf dem Helm mit schwarz-silbernen (rot-silbernen) Decken der Weidenstamm.

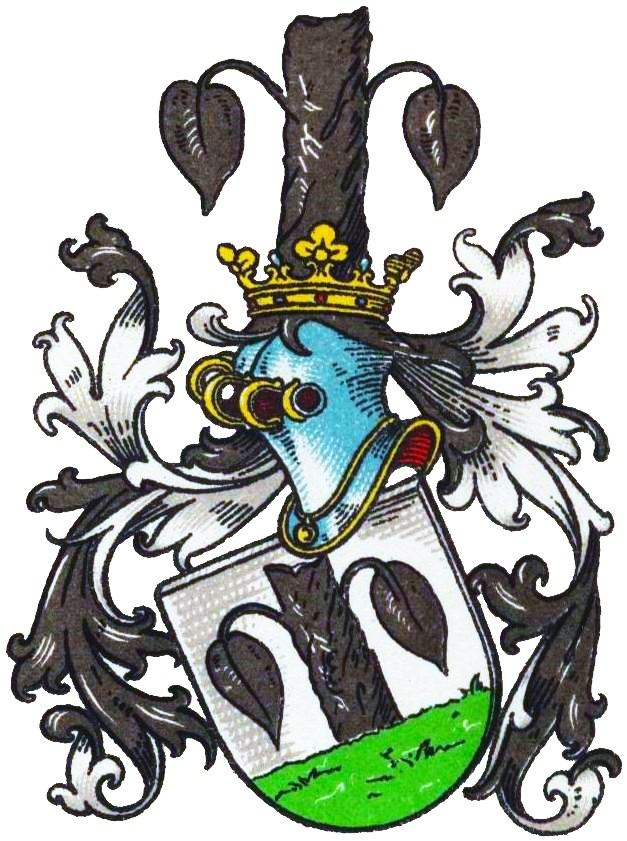
Wappen derer von Holwede im Wappenbuch des Westfälischen Adels
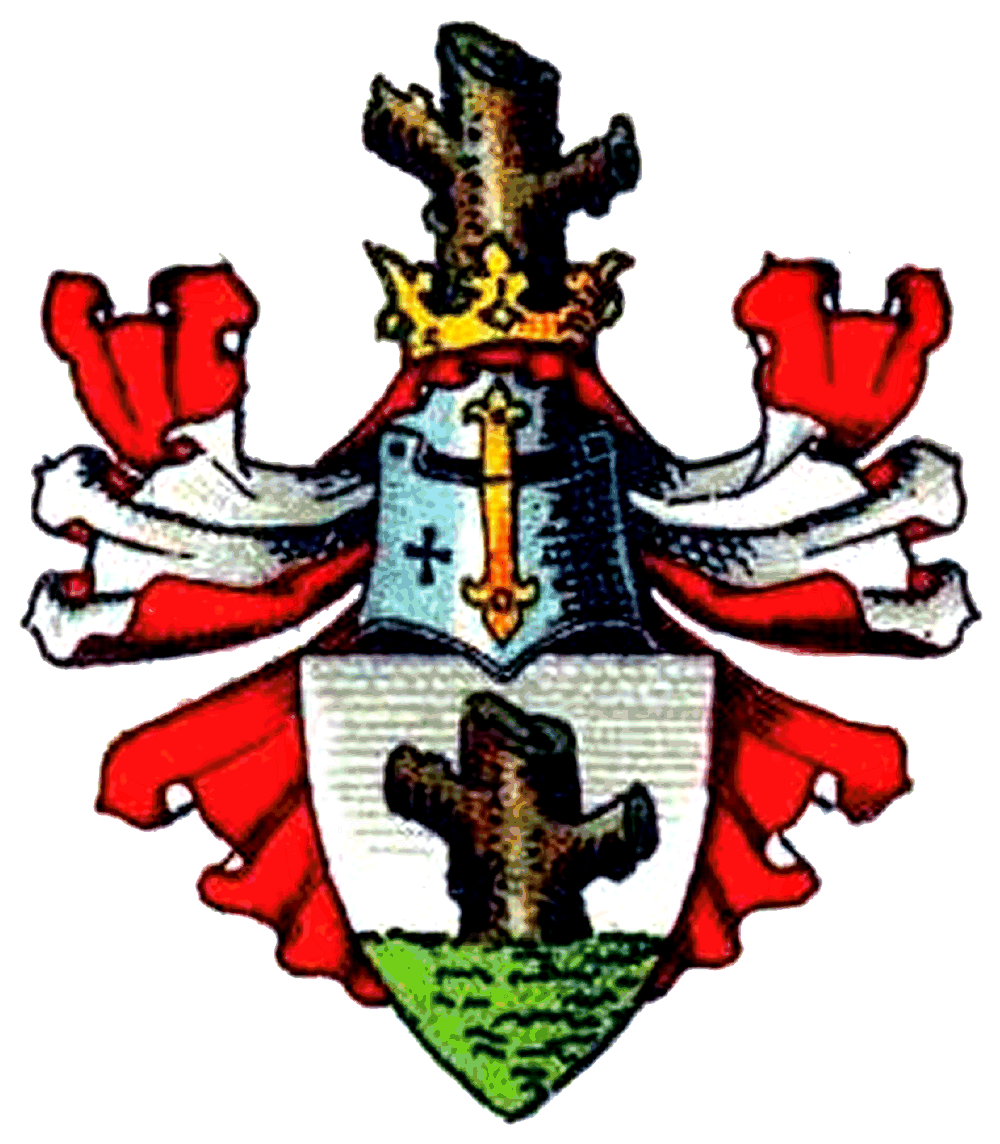
Wappenvariante der Holwede

## Bekannte Familienmitglieder
- Benno von Holwede (1850–1924), deutscher Mediziner
- Ernst von Holwede (1802–1872), preußischer Generalleutnant
- Ferdinand Friedrich Albrecht Gottlieb von Holwede (1735–1816), preußischer Generalmajor
- Friedrich Christian Karl von Holwede (1725–1797), preußischer Generalmajor und Chef des Infanterie-Regiments Nr. 55
- Friedrich Heinrich Ehrenreich Hans von Holwede (1841–1921), preußischer Landrat und Regierungspräsident
- Helene Lucie von Holwede (1883–1956), Schauspielerin unter dem Namen Lucie Höflich
- Johann Ernst von Holwede (um 1590–nach 1654), deutscher Jurist und Kanzler in verschiedenen deutschen Staaten
- Karl von Holwede (1842–1924), preußischer Generalmajor